# Подосинки (деревня, Москва)
Подосинки — деревня в Троицком административном округе Москвы (до 1 июля 2012 года в составе Подольского района Московской области). Входит в состав поселения Краснопахорское.

## Население
| 1859 | 1890 | 1899 | 1926 | 2002 | 2006 | 2010 |
| ---- | ---- | ---- | ---- | ---- | ---- | ---- |
| 207  | →207 | ↘163 | ↗168 | ↘29  | ↘20  | ↗21  |

Согласно Всероссийской переписи, в 2002 году в деревне проживало 29 человек (10 мужчин и 19 женщин). По данным на 2005 год в деревне проживало 20 человек.

## География
Деревня Подосинки расположена в северо-восточной части Троицкого административного округа, примерно в 40 км к юго-западу от центра города Москвы, на левом берегу реки Пахры.
В полутора километрах западнее деревни проходит Калужское шоссе А130, в 8 км к юго-востоку — Варшавское шоссе, в 5 км к югу — Московское малое кольцо А107. В деревне две улицы — Весенняя и Новая, приписано садоводческое товарищество (СНТ). Ближайшие населённые пункты — посёлок подсобного хозяйства МИНЗАГ, деревни Раево, Софьино, Остров Эрин.

## История
В «Списке населённых мест» 1862 года — владельческая деревня 1-го стана Подольского уезда Московской губернии по левую сторону старокалужского тракта, в 16 верстах от уездного города и 15 верстах от становой квартиры, при реке Пахре, с 29 дворами и 207 жителями (91 мужчина, 116 женщин).
По данным на 1899 год — деревня Красно-Пахорской волости Подольского уезда с 163 жителями, в деревне располагалась квартира сотского.
В 1913 году — 44 двора.
По материалам Всесоюзной переписи населения 1926 года — деревня Софьинского сельсовета Красно-Пахорской волости Подольского уезда в 2,1 км от Калужского шоссе и 16 км от станции Гривно Курской железной дороги, проживало 168 жителей (71 мужчина, 97 женщин), насчитывалось 36 крестьянских хозяйств.
1929—1946 гг. — населённый пункт в составе Красно-Пахорского района Московской области.
1946—1957 гг. — в составе Калининского района Московской области.
1957—1958 гг. — в составе Ленинского района Московской области.
1958—1963, 1965—2012 гг. — в составе Подольского района Московской области.
1963—1965 гг. — в составе Ленинского укрупнённого сельского района Московской области.
С 2012 г. — в составе города Москвы.

## Достопримечательности
Рядом с деревней Подосинки находятся два памятника археологии. В 700 метрах севернее окраины деревни на левом берегу ручья около кладбища находится селище «Подосинки-I», датированное XV—XVI веками. У восточной окраины деревни на пологом склоне первой надпойменной террасы реки Пахры расположено селище «Подосинки-II», датированное XVIII—XIX веками.